# Lampornis calolaemus
L'orogemma golaviola, gemma di monte gola purpurea o gemma di montagna gola purpurea  (Lampornis calolaemus (Salvin, 1865, anche Lampornis calolaema) è un uccello della famiglia Trochilidae, diffuso in America centrale.

## Descrizione
È un colibrì di media taglia, lungo 10–11,5 cm, con un peso di 4,7–6,2 g.

## Biologia
È una specie prevalentemente nettarivora che si nutre sui fiori di diverse specie di angiosperme tra cui Stenostephanus blepharorachis (Acanthaceae), Besleria formosa e Besleria triflora (Gesneriaceae), Palicourea lasiorrhachis e Palicourea elata (Rubiaceae). Al pari di altri colibrì integra la sua dieta con insetti e altri piccoli artropodi.

## Distribuzione e habitat
La specie è diffusa in Nicaragua, Costa Rica e Panama.